# وكالة الاستخبارات الوطنية للحكومة التشيلية
وكالة الاستخبارات الوطنية للحكومة التشيلية (Agencia Nacional de Inteligencia) ( ANI ) هي وكالة الاستخبارات الوطنية للحكومة التشيلية . أنشئت في عام 2004 ، ومهمتها هي تنسيق وتقديم المشورة للرئيس بشأن الاستخبارات. وهي ملحقة إداريًا بوزارة الداخلية . مديرها الحالي هو جونزالو يوسف كويروز. المدير السابق كان غوستافو فيلالوبوس ، الذي كان أيضًا آخر مدير لمديرية الأمن العام والمعلومات (بالاسبانية : Dirección de Seguridad Pública e Informaciones ). تبلغ ميزانيها حوالي 4 ملايين دولار أمريكي.

## روابط خارجية
- ميزانية ANI ، حكومة شيلي